# مصرف الإسكان
مصرف الإسكان (Banque de L’Habitat)، من مصارف التسليف الإسكاني في لبنان.

## التأسيس
أنشئ بنك الإسكان كشركة مساهمة لبنانية بموجب المرسوم رقم 14 بتاريخ 1977/10/01. وهي عبارة عن شركة مختلطة بين الحكومة اللبنانية والقطاع الخاص.

## رأسماله المدفوع
تم تعيين رأس المال المدفوع ب50 مليار ليرة لبنانية (80 ٪ مملوكة من قبل القطاع الخاص و 20 ٪ من قبل القطاع العام).

## وظيفته
يمنح بنك الإسكان قروض الإسكان طويلة الأجل بالليرة اللبنانية، وخاصة للأفراد ذوي الدخل المحدود أو المتوسط، من أجل شراء منزل أو بنائه أو توسعته، أو تحسينه، أو إنشاء تعاونيات سكنية.